# Elisenstraße 8 (Solingen)
Das Gebäude Elisenstraße 8 ist ein denkmalgeschütztes repräsentatives Wohngebäude im Solinger Stadtbezirk Mitte. Es befindet sich an der Elisenstraße, die rückwärtig hinter der Hauptgeschäftsstelle der Stadt-Sparkasse Solingen an der Kölner Straße vorbei führt. Es wird heute von der Immobiliengesellschaft der Stadt-Sparkasse als Bürogebäude genutzt.

## Geschichte
Das Haus wurde um 1896 für den Rentner Gustav Schallbruch erbaut, der zuvor ein Kolonialwarengeschäft an der Kaiserstraße, heute Hauptstraße, betrieben hatte. Architekt war der Solinger Otto Clemens. Im Jahre 1928 wurde es von einem neuen Eigentümer um einen zweigeschossigen Anbau rückwärtig erweitert. Der Architekt Wilhelm Scherer orientierte sich dabei am neubarocken Stil des Hauptgebäudes.:90 Während viele Gebäude der Umgebung durch die Luftangriffe auf Solingen während des Zweiten Weltkriegs zerstört wurden, überstand das Gebäude Elisenstraße 8 den Luftkrieg. 1953 wurde ein Lagerraum und eine Garage ergänzt. Am 22. Februar 1988 wurde das Haus unter der Nummer 857 in die Denkmalliste der Stadt Solingen eingetragen.
Nach mehreren Eigentümerwechseln gelangte es in den Besitz der Stadt-Sparkasse Solingen, die es heute als Bürogebäude für ihre Immobiliengesellschaft nutzt.

## Architektur
Der zweigeschossige Gebäude steht ohne Vorgarten direkt an der Straße, der Anbau von 1928 ergänzt das Hauptgebäude nach hinten. Beide Gebäudeteile sind im neubarocken Stil gestaltet. Das Erdgeschoss ist verputzt sowie durch Eckrustizierung verziert, die Fassade im Obergeschoss ist verklinkert. Das Hauptgebäude wird durch ein stumpfes Pyramidendach gedeckt, den Anbau ziert ein Dreiecksgiebel. Der Hauseingang an der Nordseite ist besonders repräsentativ als Portikus gestaltet. Dieser befand sich ursprünglich im Anbau und wurde 1985 an seine jetzige Stelle verlegt.:90f.